# Mario Julio Nardone
Mario Julio Nardone (San Nicolás de los Arroyos, 9 de julio de 1932 - Villa Río Bermejito, 13 de diciembre de 2005) fue un sacerdote argentino reconocido por su labor solidaria en la selva de la provincia del Chaco conocida como El Impenetrable, durante más de treinta años. 

## Biografía
El Presbítero Mario Julio Nardone, nació el 9 de julio de 1932, en San Nicolás de los Arroyos, Provincia de Buenos Aires, Argentina, de un hogar humilde pero profundamente cristiano, integrado por don Vicente Nardone y María Francisca Nardone. El 28 de diciembre de 1948, ingresó al aspirantado menor del colegio salesiano Wilfrid Barón de los Santos Ángeles, en la localidad de Ramos Mejía, el mismo establecimiento al que asistió Jorge Mario Bergoglio, el Papa Francisco. De allí pasó al aspirantado salesiano del Vignaud en la Provincia de Córdoba. En 1950 estuvo en el de Morón para retornar un año después a Vignaud donde se recibió de maestro.
De 1953 a 1956 dictó clases en las escuelas primarias y secundarias del colegio San José de la Ciudad de Rosario. En 1957 inició sus estudios de teología en el seminario de Villada, Provincia de Córdoba (Argentina), pasando a dar clases en el colegio salesiano de la ciudad de Corrientes, y luego en el Seminario Mayor de Guadalupe en la provincia de Santa Fe, de 1959 a 1961. En la provincia del Chaco, su primer lugar de actividad fue en la población de Tres Isletas, en la Escuela Rural Nacional N° 462. En 1965-66 completó sus estudios de teología en el Seminario de La Plata para ordenarse sacerdote el 18 de diciembre de 1966. Es el primer Sacerdote ordenado en la diócesis de Presidencia Roque Sáenz Peña, por el primer Obispo, Mons. Ítalo Severino Di Stefano, quien lo designó párroco de la Parroquia "Inmaculada Concepción", creada ese mismo año, en la localidad de Pampa del Infierno, en la zona más inhóspita de la diócesis denominada "el Impenetrable Chaqueño", con una jurisdicción de 17.218 km².

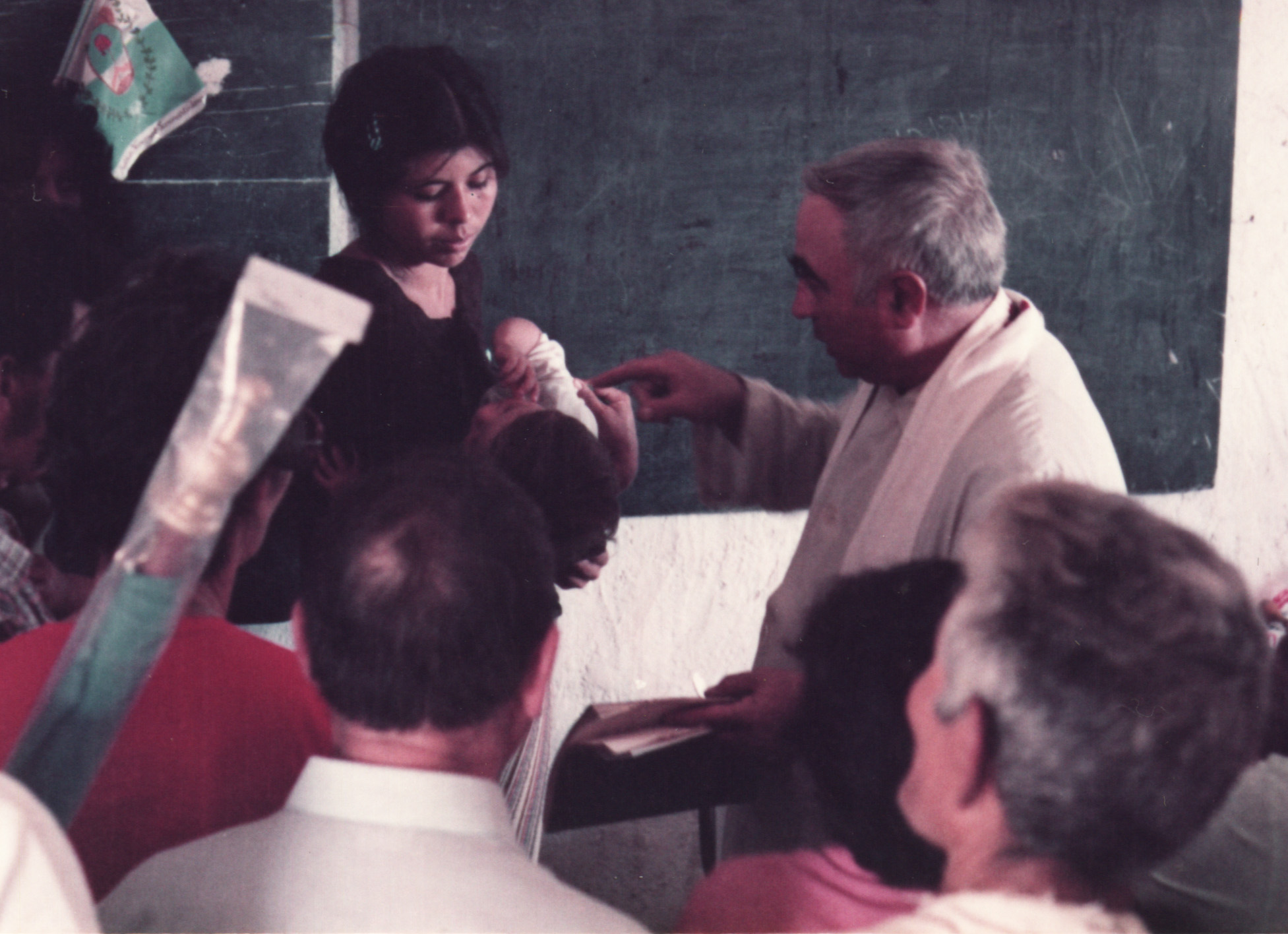
El P. Nardone bautizando en una Escuela del Paraje Cuatro Bocas, en el Impenetrable chaqueño. 25 de mayo de 1984. Foto: César Bustos

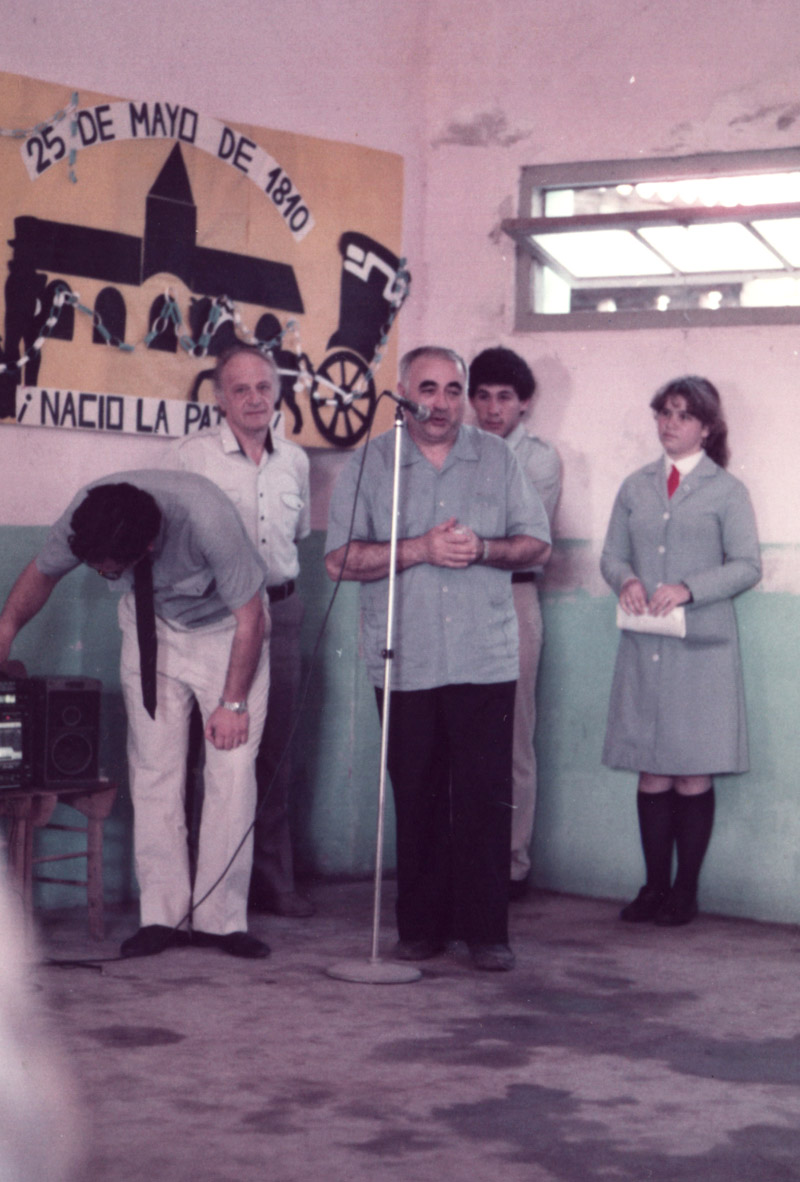
El Padre Nardone en la Escuela de Pampa del Infierno, recibiendo donaciones de Rotary Club San Nicolás. Mayo de 1984. Foto: César Bustos

Al frente de esa parroquia permaneció 34 años, hasta que, en 2003, fue trasladado a Villa Río Bermejito, convirtiéndose en el primer sacerdote permanente que atendió a ese pueblo y su zona de influencia.
El Padre Mario Julio Nardone estaba aún trabajando en la construcción del edificio donde funcionaría la nueva parroquia, en aquella villa, cuando falleció el 13 de diciembre de 2005, a los 73 años de edad. Sus restos 
fueron trasladados hasta la localidad de Pampa del Infierno, donde descansan junto a su iglesia.

## Obra
En Pampa del Infierno construyó la escuela primaria, la secundaria y una escuela agrícola. Desde los inicios de este centro educativo, quedó registrado en papeles que él fue su primer Representante Legal y su primer Profesor. Pero la gente del lugar sabe muy bien que también fue portero y albañil, y que sus sueldos de profesor, cuando los pudo cobrar, quedaron en gran medida puestos en cada ladrillo del edificio escolar. Además levantó la Parroquia, la casa parroquial, el salón de Cáritas, el cine, el salón de actos, la cancha de fútbol, la cancha de vóley y básquet, el gimnasio.
Atendió las Iglesias de Taco Pozo, casi en el límite con la Provincia de Salta, de Río Muerto, Los Frentones, Concepción del Bermejo e infinidad de capillas menores.
Es de destacar que el padre Nardone recibió mucho apoyo de personas y organizaciones que se solidarizaron con su obra. Entre ellas podemos citar a las Madres Escolapias, las hermanas de Nuestra Señora de la Misericordia en Taco Pozo, las hermanas misioneras de San Antonio María Claret del Brasil, instaladas en la pequeña población de Concepción del Bermejo y de la Acción Episcopal Adveniat, de Alemania, de la cual recibió ayuda para 28 proyectos comunitarios entre 1968 y 2004.
Cuando las inundaciones azotaban algunos parajes, él se internaba con un carro a caballo, único medio con posibilidades de acceder, llevando ayuda material a la gente necesitada. Regularmente visitaba parajes recónditos, como aquel llamado "las cuatro bocas", en el medio del monte, lugar de hacheros, con una escuela rancho de piso de tierra, donde bautizaba a los hijos de estos, muchos de los cuales llegaban a lomo de mula tras largas horas de travesía por el Impenetrable.
Protagonizó mil anécdotas dentro del monte Impenetrable, que recorría en sus comienzos a caballo, y luego en una vieja camioneta, por caminos "de picada" abiertos en la espesura.

## Reconocimientos
El Salón Parroquial de Pampa del Infierno hoy se llama “Mario Julio Nardone”, igualmente la Escuela para Adultos N° 56 de la misma localidad y la Biblioteca Escolar, de Villa Río Bermejito.